# 阿本谷 (愛達荷州)
阿本谷（英語：Arbon Valley）是位於美國愛達荷州鮑爾縣的一個人口普查指定地區。

## 地理
阿本谷的座標為42°53′30″N 112°36′31″W / 42.89167°N 112.60861°W，而該地最高點為海拔高度1585米（即5200英尺）。

## 人口
根據2010年美國人口普查的數據，阿本谷的面積為88.40平方千米，當中陸地面積為88.20平方千米，而水域面積為0.20平方千米。當地共有人口599人，而人口密度為每平方千米6.78人。